# Екоморфа
Екомо́рфа — життєва форма рослин або тварин, визначена певними екологічними умовами та відображена в їхній будові. Екоморфа відповідає характеристиці пристосувань видів до кожного з елементів екотопу та біогеоценозу у цілому.
Наприклад, стосовно водного режиму виділяють такі екоморфи рослин: гідрофіти, гігрофіти, мезофіти, ксерофіти; в свою чергу, ксерофіти поділяються на сукуленти та склерофіти.